# 泰西 (汝拉省)
泰西（法語：Thésy，法語發音：[tezi]）是法国汝拉省的一个市镇，位于该省东北部，属于隆斯勒索涅区。

## 地理
泰西（46°54'45"N, 5°55'24"E）面积4.92 平方千米，位于法国勃艮第-弗朗什-孔泰大區汝拉省，该省份为法国东部内陆省份，北起上索恩省，西北接科多尔省，西临索恩-卢瓦尔省，南至安省，东与杜省和瑞士接壤。
与泰西接壤的市镇（或旧市镇、城区）包括：萨兰莱班、阿贝热芒莱泰西、勒米、蓬代里、阿雷什。
泰西的时区为UTC+01:00、UTC+02:00（夏令时）。

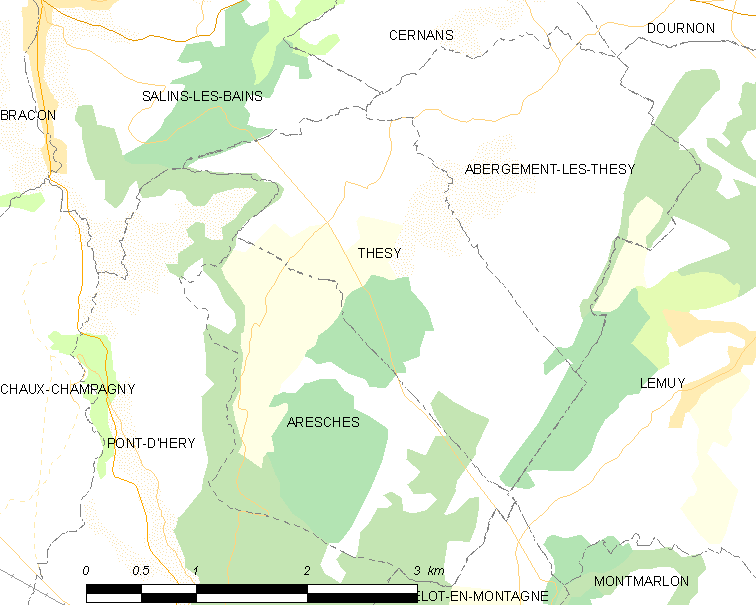
泰西的OSM定位图

## 行政
泰西的邮政编码为39110，INSEE市镇编码为39529。

## 政治
泰西所属的省级选区为阿尔布瓦县。

## 交通
汝拉省省道D65线和D78线在市中心交汇。

## 人口

1962-2008年间泰西人口变化图示

泰西于2022年1月1日时的人口数量为64人。